# Mark Beyer (dessinateur)
Pour les articles homonymes, voir Mark Beyer et Beyer.
Mark Beyer (né en 1950), originaire de Allentown, en Pennsylvanie (dans la région de la Lehigh Valley) est un illustrateur et dessinateur de comics underground américain.

## Biographie
Il publie des histoires tragiques réalisées avec un trait enfantin et est connu pour la série des aventures du couple Amy et Jordan.
C'était un des piliers du magazine RAW, berceau de la seconde génération des comics underground américains, le seul dessinateur à être apparu dans tous les numéros en sus du fondateur Art Spiegelman. Il a aussi publié dans le New York Press, le New Musical Express, The Village Voice, The San Diego Reader, L.A. Weekly et The New York Times. Il a été exposé au Japon, au Royaume-Uni, en France, aux Pays-Bas et à travers les États-Unis.
Beyer a aussi réalisé une série pour la Liquid Television de MTV. Le film de Gregg Araki, The Doom Generation (1995), était basé sur sa série Amy et Jordan. 
Il a fait des couvertures de disques, des posters, des T-shirts pour des musiciens d'avant-garde, comme John Zorn, ou le groupe français Ptôse, a collaboré avec Alan Moore pour Raw.

« Très certainement la vision la plus accomplie de la désespérance urbaine qui ait été montrée en bande dessinée. Un must pour tous les amateurs de fragilité et de tristesse. »

— Daniel Clowes

## Œuvres
- 1978 : A Disturbing Evening and Other Stories, Auto-publication
- 1978 : Manhattan, Raw Books, New York.
- 1982 : Dead Stories, orig. 1982, réédité en 2000, Water Row Press, Sudbury, MA,  (ISBN 0-934953-72-4)
- 1987 : Agony, Raw Books, New York,  (ISBN 0-394-75442-5)
- 1996 : Pooooo. Éditions CBO, Liancourt.
- 1999 : We're Depressed, Water Row Press, Sudbury, MA,  (ISBN 0-934953-65-1)
- 2004 : Amy and Jordan, Pantheon, New York,  (ISBN 0-375-42270-6) Listé dans les Best Comix of 2004, de Time Magazine. Publié en 2014 en France par Cambourakis,  (ISBN 9782366240238)
- 2017 : Mark Beyer. 2016-17, Le Dernier Cri, Marseille.